# Letrouitia leprolytoides
Letrouitia leprolytoides är en lavart som beskrevs av S. Y. Kondr. & Elix. Letrouitia leprolytoides ingår i släktet Letrouitia och familjen Letrouitiaceae.   Inga underarter finns listade i Catalogue of Life.